# 马克西姆·皮昂费蒂
马克西姆·皮昂费蒂（法語：Maxime Pianfetti，1999年3月15日—）来自塔布，是一名法国男子击剑运动员，主攻佩剑。他在5岁时开始练习击剑，2018年加入法国高水平运动员培养机构INSEP，2023年成为预备役警察。他曾就读于索邦大学数学专业，一度在争取取得数学系的硕士学位，但后来为了备战大赛而暂停。2023年9月，他与另外两位选手离开INSEP，并加入巴黎击剑学院。